# マルヨ水産
マルヨ水産株式会社（マルヨすいさん）は、青森県八戸市に本社を置く、水産加工品などの製造を行う日本の食品会社である。
主に、「かもめちくわ」や、いか塩辛「浜育ち」のブランド名で知られる。
2003年頃のテレビCMでは、当時『さんまのSUPERからくりTV』で人気だったタレントの棟梁（石澤盛男）と我妻泰熙を起用していたことがある。

## 沿革
- 1950年5月 - 八戸市港町にて榊商店として創業する。
- 1959年4月 - 株式会社榊商店として設立する。
- 1973年12月 - マルヨ水産株式会社へ商号変更する。